# Do Chāhī
Do Chāhī (persiska: Raḩmatābād-e Do Chāhī, رحمت آباد دو چاهی, دو چاهی, رحمت آباد صالحی ها) är en ort i Iran.   Den ligger i provinsen Kerman, i den centrala delen av landet, 800 km sydost om huvudstaden Teheran. Do Chāhī ligger 1 933 meter över havet och antalet invånare är 187.
Terrängen runt Do Chāhī är lite kuperad. Runt Do Chāhī är det glesbefolkat, med 16 invånare per kvadratkilometer. Närmaste större samhälle är Pārīz, 16,5 km öster om Do Chāhī. Trakten runt Do Chāhī är ofruktbar med lite eller ingen växtlighet.